# BRONKS
BRONKS is een Brussels productiehuis voor kind- en jeugdtheater en andere artistieke en kunsteducatieve activiteiten. De artistieke leiding is in handen van Veerle Kerckhoven.
BRONKS werd in 1991 opgericht door Oda Van Neygen. Van Neygen was artistiek directeur van BRONKS van 1991 tot eind oktober 2014. Ze was voordien, sinds 1976, actief als programmator jeugdtheater bij de Beursschouwburg. De onzekerheid over het jeugdtheater binnen de Beursschouwburg zorgde voor de breuk en de creatie van BRONKS, een letterwoord voor BRussel ONderwijs Kunst Kinderen.
De producties van BRONKS worden niet alleen in Brussel getoond, maar toeren ook in Vlaanderen, Nederland en de rest van Europa, waarvoor de voorstellingen indien nodig worden vertaald naar het Frans, Engels of Duits.
Naast eigen producties zowel voor jongerengroepen als schoolgroepen, worden veel binnen- en buitenlandse jeugdtheatergroepen in Brussel uitgenodigd. Tweejaarlijks organiseert BRONKS een jeugdtheaterfestival in november. Sinds 2012 gaat dit festival door onder de naam EXPORT/IMPORT, een internationaal theaterfestival met voorstellingen zonder woorden of boventiteld in het Nederlands, Frans en/of Engels.
In april wordt het festival BRONKS XL georganiseerd, waarbij XL staat voor mensen tussen 12 en 20 jaar. Het BRONKS XL-festival toont voorstellingen voor en/of door jongeren.
BRONKS was tot 2009 een nomadisch gezelschap dat optrad in het Paleis voor Schone Kunsten en de Beursschouwburg, naast andere Brusselse Nederlandstalige en Franstalige centra.  Het BRONKS-huis op de Varkensmarkt werd in 2009 ingehuldigd. Een theaterzaal voor 200 toeschouwers, repetitieruimtes en kantoren behoren tot het complex. Naar aanleiding van Oda Van Neygens pensioen gaf BRONKS in 2014 het archief in bewaring aan het Archief en Museum voor het Vlaams leven te Brussel (AMVB).
De BRONKS-productie Wij/Zij (regie Carly Wijs, 2014) gooide hoge ogen op het internationale kunstenfestival The Fringe in Edinburgh. Mede door lovende kritieken in o.m. The Guardian resulteerde dit in wereldwijde aandacht en voorstellingen in o.m. Londen, Kaapstad en Montreal.

## Prijzen en nominaties
- 2000: nominatie 1000 Watt-prijs voor Connaissez-vous votre géographie van Pascale Platel
- 2000: winnaar Lichtpunt met Creditcard called life: 16 van Inès Sauer
- 2001: winnaar 1000 Watt-prijs met Ola Pola Potloodgat van Pascale Platel en Randi De Vlieghe
- 2001: nominatie 1000 Watt-prijs voor Zeven van Inne Goris
- 2002: winnaar Grote Theaterfestivalprijs met Ola Pola Potloodgat van Pascale Platel en Randi De Vlieghe
- 2002: winnaar 1000 Watt-prijs met Assepoester van Mieja Hollevoet
- 2002: nominatie 1000 Watt-prijs voor Jan, mijn vriend van Raven Ruëll
- 2004: winnaar 1000 Watt-prijs met Stoksielalleen van Raven Ruëll
- 2014: winnaar Vlaamse Cultuurprijs voor Cultuureducatie
- 2015: selectie door het TheaterFestival van Wij/Zij van Carly Wijs
- 2016: winnaar The Scotsman Fringe First Awards voor Us/Them van Carly WIjs
- 2016: nominatie Total Theatre Award Fringe voor Us/Them van Carly WIjs
- 2017: selectie Golden Oldie door het TheaterFestival van Ola Pola Potloodgat van Pascale Platel en Randi De Vlieghe
- 2018: selectie door het TheaterFestival van Geef mijn hand terug van Jan De Brabander en Joris Van den Brande
- 2019: selectie Rita (co-creatie Tuning People) voor ASSITEJ Artistic Gathering 2019
- 2020: selectie door het TheaterFestival van TRIBUNAL (samen met Ballet Dommage)
- 2023: Nietes wint Zilveren Krekel